# Associazione Calcio Ravenna 1937-1938
Questa pagina raccoglie le informazioni riguardanti l'Associazione Calcio Ravenna nelle competizioni ufficiali della stagione 1937-1938.

## Rosa
| N. |                   | Ruolo | Calciatore           |
| -- | ----------------- | ----- | -------------------- |
|    | Italia (bandiera) | P     | Gino Archesso        |
|    | Italia (bandiera) | A     | Paolo Ballardini     |
|    | Italia (bandiera) | D     | Giorgio Ballerini    |
|    | Italia (bandiera) | D     | Mario Baraldi        |
|    | Italia (bandiera) | A     | Leonino Baratella    |
|    | Italia (bandiera) | D     | Ruggero Bernardi     |
|    | Italia (bandiera) | C     | Edgardo Biagini      |
|    | Italia (bandiera) | P     | Pietro Borghi        |
|    | Italia (bandiera) | A     | Carlo Capra          |
|    | Italia (bandiera) | C     | Gianangelo Cavalazzi |

| N. |                   | Ruolo | Calciatore         |
| -- | ----------------- | ----- | ------------------ |
|    | Italia (bandiera) | D     | Olao Cerini        |
|    | Italia (bandiera) | C     | Giacomo Cignani    |
|    | Italia (bandiera) | A     | Francesco Cortesi  |
|    | Italia (bandiera) | C     | Bruno Eduini       |
|    | Italia (bandiera) | D     | Giancarlo Genesini |
|    | Italia (bandiera) | C     | Alberto Mazzanti   |
|    | Italia (bandiera) | C     | Angelo Mazzolini   |
|    | Italia (bandiera) | A     | Alberto Savini     |
|    | Italia (bandiera) | D     | Arnaldo Tilgher    |